# Primera Cita (canción de Carín León)
"Primera Cita" es una canción del cantautor mexicano Alejandro Lozano Corella lanzada el 20 de abril de 2023 por Carin León como quinto sencillo de su tercer álbum de estudio Colmillo de leche (2023). producida por León y Orlando Aispuro.

## Antecedentes
En entrevista con Rolling Stone, Carín León afirmó que cuando Alejandro Lozano le mostró la canción era en un estilo completamente diferente, y agregó:
Tenía muchas ganas de hacer música con un toque parecido a los inicios del blues y el soul; Quería volver a los sonidos de Memphis y Nueva Orleans. Así surgió esta canción, obviamente con la médula del regional mexicano y acompañada de un tema muy del norte del país. Todo sucedió de forma natural, con un destello de creatividad, y con el trabajo en el estudio con Orlando Aispuro, mi productor, y toda la gente que me ayuda.
León también le dijo a Billboard: "Esta canción es una sorpresa para nosotros ya que fue un experimento para nuestra grabación de Tiny Desk: hicimos un poco de soul y la fusionamos con el regional mexicano para crear algo emocionante". En otra entrevista con Billboard, afirmó: 
Es una canción significativa, que hoy nos está dando algunas sorpresas emocionantes que la gente está conectando mucho con esta canción. Hacía tiempo que quería convertirme en un alma haciendo este tema de mediados de siglo. Todas las guitarras han pasado por amplificadores con un sonido ligeramente oscuro. Más enfocado al sentimiento con una letra del señor Alejandro Lozano, orgullosamente hermosillense y que tiene una temática muy norteña.

## Composición
La canción, que combina elementos de la música regional mexicana, R&B y soul, tiene temas de amor y libertad. Líricamente, se trata de las etapas de una determinada relación romántica, a partir de la primera cita.

## Recepción de la crítica
Griselda Flores de Billboard tuvo una reacción positiva a la canción y escribió: "La canción destaca su voz ronca y profunda y su capacidad para transmitir sentimientos a través de sus canciones y melodías con sonidos mexicanos más tradicionales. Si eres fanático de Carin León, esto no te decepcionará".

## Video musical
Se lanzó un video musical oficial junto con el sencillo. Al respecto, Carín León le dijo a Rolling Stone: "Empecé a tener una idea en torno a la canción porque habla mucho de libertad y de momentos que son inconmensurables. Recuerda su primera cita y tiene un enfoque completamente libre, ya sea sexual, romántico o afectivo; todos ubicados en Tijuana, una de las ciudades más libres de México. La historia habla de un reclamo interno para privarse de la libertad.

## Posicionamiento en listas
| Lista (2023)                       | Mejor posición |
| ---------------------------------- | -------------- |
| Bolivia (Bolivia Songs)            | 6              |
| Colombia (Colombia Songs)          | 7              |
| Ecuador (Ecuador Songs)            | 5              |
| Estados Unidos (Billboard Hot 100) | 97             |
| Estados Unidos (Hot Latin Songs)   | 13             |
| Global 200 (Billboard)             | 28             |
| Global 200 Excl. US (Billboard)    | 19             |
| México (Mexico Songs)              | 2              |
| Perú (Peru Songs)                  | 12             |

## Premios y nominaciones
| Año  | Premio             | Nominado       | Galardón        | Resultado | Ref.   |
| ---- | ------------------ | -------------- | --------------- | --------- | ------ |
| 2025 | Premios Lo Nuestro | «Primera Cita» | Canción del Año | Nominado  | [ 15 ] |